# 富本町 (金沢市)
富本町（とみもとちょう）は、石川県金沢市の地名。

## 歴史

### 由来
文政6年（1823年）に法船寺町から分立したという。明治4年に広小路と等雲寺門前を合併した。町名の由来は不明。

## 施設
- 富本町緑地

## 交通

### バス
- 「富本町」バス停